# Gustav Xaver Reinhold von Ryssel
Gustav Xaver Reinhold von Ryssel (auch: Ryssel I, * 13. Mai 1771 in Freyburg an der Unstrut; † 17. Oktober 1845 auf Prittag, Landkreis Grünberg in Schlesien) war ein königlich sächsischer Generalmajor, später preußischer General der Infanterie.

## Leben

### Herkunft
Die Familie Ryssel war eine französische Kaufmannsfamilie, die nach Sachsen auswanderte. So erschien 1690 in Leipzig ein Baumeister namens Wilhelm von Ryssel. Der Händler Christoph Heinrich von Ryssel lebte 1702 in Leipzig und war ein Vorfahre des Generals. Dessen Eltern waren der kursächsische Oberst Georg Dietrich von Ryssel (1730–1804) und dessen Ehefrau Maria Anna, geborene von Eichinger (* 1741). Sein Bruder Anton Friedrich Karl von Ryssel wurde preußischer Generalleutnant.

### Militärkarriere
Ryssel trat als Kadett in sächsische Dienste und kam in das Infanterieregiment „Prinz Xaver“. Dort wurde er am 6. März 1781 Fähnrich und am 31. Juli 1790 Souslieutenant. Im Ersten Koalitionskrieg kämpfte er in Süddeutschland gegen die Franzosen in dem Gefecht bei Maxbach. Am 9. Mai 1798 stieg er zum Premierleutnant auf und kam im Jahr 1804 als Generalinspektionsadjutant zum General Johann Adolph von Oebschelwitz.
Im Vierten Koalitionskrieg wurde Ryssel in der Schlacht bei Auerstedt am Hals verwundet, kämpfte aber dann auf französischer Seite bei der Belagerung von Danzig. Nach dem Krieg wurde er am 24. August 1807 zum Kapitän befördert und kam am 27. Oktober 1809 als Major in den Generalstab. Er nahm 1809 auch am Feldzug gegen Österreich teil. Am 1. Mai 1810 wurde er zum Chef des Generalstabes der Infanterie-Division „LeCoq“ ernannt. Dort stieg er am 13. März 1811 zum Oberstleutnant und am 31. Juli 1812 zum Oberst auf. Am 25. August 1812 wurde er zum Kommandeur des Infanterieregiments „Prinz Anton“ ernannt. Während des Russlandfeldzuges kämpfte Ryssel 1812 in den Gefechten bei Podobna, Wolowitz, Bruzina, Kliniki und Biala. Für Wolowitz erhielt er das Ritterkreuz des Militär-St.-Heinrichs-Ordens. Nach seiner Rückkehr wurde er am 22. September 1813 zum Generalmajor ernannt. Zu Beginn der Befreiungskriege stand er zunächst auf französischer Seite. Ryssel erwarb sich in der Schlacht bei Bautzen das Kreuz der Ehrenlegion und nahm an den Schlachten bei Großbeeren und Dennewitz teil. Weiter kämpfte er in den Gefechten bei Görlitz, Reichenbach, Wittstock und Arnoldsmühle. In der Völkerschlacht bei Leipzig wechselte Ryssel mit seiner Brigade zu den Alliierten über. Im Jahr 1814 kam er zum russischen Gouverneur von Sachsen General Repnin. Ryssel kämpfte bei der Belagerung von Maubeuge und zuletzt 1815 in der Schlacht bei Belle Alliance, wofür er das Eiserne Kreuz II. Klasse erhielt. Am 21. Februar 1815 wechselte er als Generalmajor mit Patent vom 30. Dezember 1813 in preußische Dienste.
Er wurde zunächst dem General von Gaudi in Dresden bei Seite gestellt. Am 19. März 1815 kam Ryssel als Brigadechef zum IV. Armee-Korps. Dazu erhielt er ab dem 28. März 1815 neben seinem Gehalt eine Zulage von 1200 Talern, am 10. Juli 1815 wurde er dann zum Chef der II. Brigade ernannt. Am 3. Oktober 1815 wurde er als Brigadechef zum Armeekorps nach Frankreich versetzt. Dazu erhielt er am 27. Oktober 1815 ein Geschenk von 2000 Talern vom König. Am 27. März 1817 erhielt Ryssel den Orden der Heiligen Anna I. Klasse. Am 5. September 1818 wurde er zum Kommandeur der 12. Division ernannt und am 26. Oktober 1818 mit dem Roten Adlerorden III. Klasse ausgezeichnet. Am 22. Februar 1820 beauftragte man ihn mit der Wahrnehmung der Geschäfte als Kommandant der Festung Neiße versetzt. In dieser Eigenschaft erhielt Ryssel am 30. März 1820 mit Patent vom 3. April 1820 seine Beförderung zum Generalleutnant. Am 18. Januar 1821 verlieh man ihm den Roten Adlerorden II. Klasse mit Eichenlaub und am 9. September 1828 den Roten Adlerorden I. Klasse mit Eichenlaub. Am 15. Oktober 1831 konnte Ryssel noch sein 50-jähriges Dienstjubiläum feiern, bevor sein Abschied am 27. Juni 1832 als General der Infanterie mit gesetzlicher Pension gewährt wurde. Er starb am 17. Oktober 1845 auf Prittag (Kreis Grünberg in Schlesien).

### Familie
Ryssel heiratete im Jahr 1804 Konstantine Johanna Friederike von Heßler († nach 1870), eine Tochter des Amtshauptmanns Rudolph Adam von Heßler. Aus der Ehe ging die Tochter Emilie Helene Friederike Marianne (1808–1817) hervor, die in Stenay in Frankreich verstarb.